# Copșa Mare, Sibiu
Copșa Mare,, mai demult Căpușul Mare (în dialectul săsesc Grisz-Kopesch, Grîskôpeš, Kopeš, în germană Gross-Kopisch, Großkopisch, în maghiară Nagykapus), este un sat în comuna Biertan din județul Sibiu, Transilvania, România. Se află în partea de nord a județului,  în Podișul Târnavelor. Prima mențiune documentară este din anul 1283.
Comună liberă a vechiului Fundus Regius, Copșa Mare stăpânea cele mai întinse și renumite plantații viticole din Țara Vinului. La începutul secolului al XIV-lea slujbele erau oficiate într-o  bazilică  gotică cu trei nave, însă un document din 1283 aduce cu sine ipoteza existenței unei bazilici mai vechi. Făcea parte din "Terra Medies".

## Biserica
- Vezi și Biserica fortificată din Copșa Mare

Ca în multe alte cazuri, și bazilica de aici a suferit numeroase transformări de-a lungul vremii datorate situației politice și economice din Transilvania. Faptul că această comunitate a cunoscut o ascensiune economică destul de rapidă i-a determinat pe locuitorii din Großkopisch să-și dorească o biserică la fel de frumoasă ca cea din învecinatul Biertan.
Amplul plan de construcție a bisericii, inițiat de comunitate, din care s-a realizat doar mărirea corului și alipirea sacristiei pe peretele nordic, a fost sistat după ce Transilvania a intrat sub suzeranitate otomană în urma înfrângerii de la Mohács (1526) și a fost obligată la plata unor biruri împovărătoare. Lucrările de transformare a interiorului au fost reluate la începutul secolului al XVIII-lea. Cutremurul din 1802 a avariat considerabil biserica, iar șantierul de renovare a fost reînființat. S-au reconstruit o parte din  colateralele  desființate în secolul al XVI-lea și s-a adăugat o  tribună  pentru  orgă  în partea de vest.

## Fortificația
Zidul de apărare a fost ridicat la începutul secolului al XVI-lea. Pe colțul de nord se află un turn aproape pătrat pe două niveluri, prevăzut cu masiculiuri asemănătoare celor de la Biertan. Un astfel de turn se afla și pe colțul sud-vestic. De-a lungul zidului au fost construite cămări de provizii, ulterior demantelate .

## Imagini

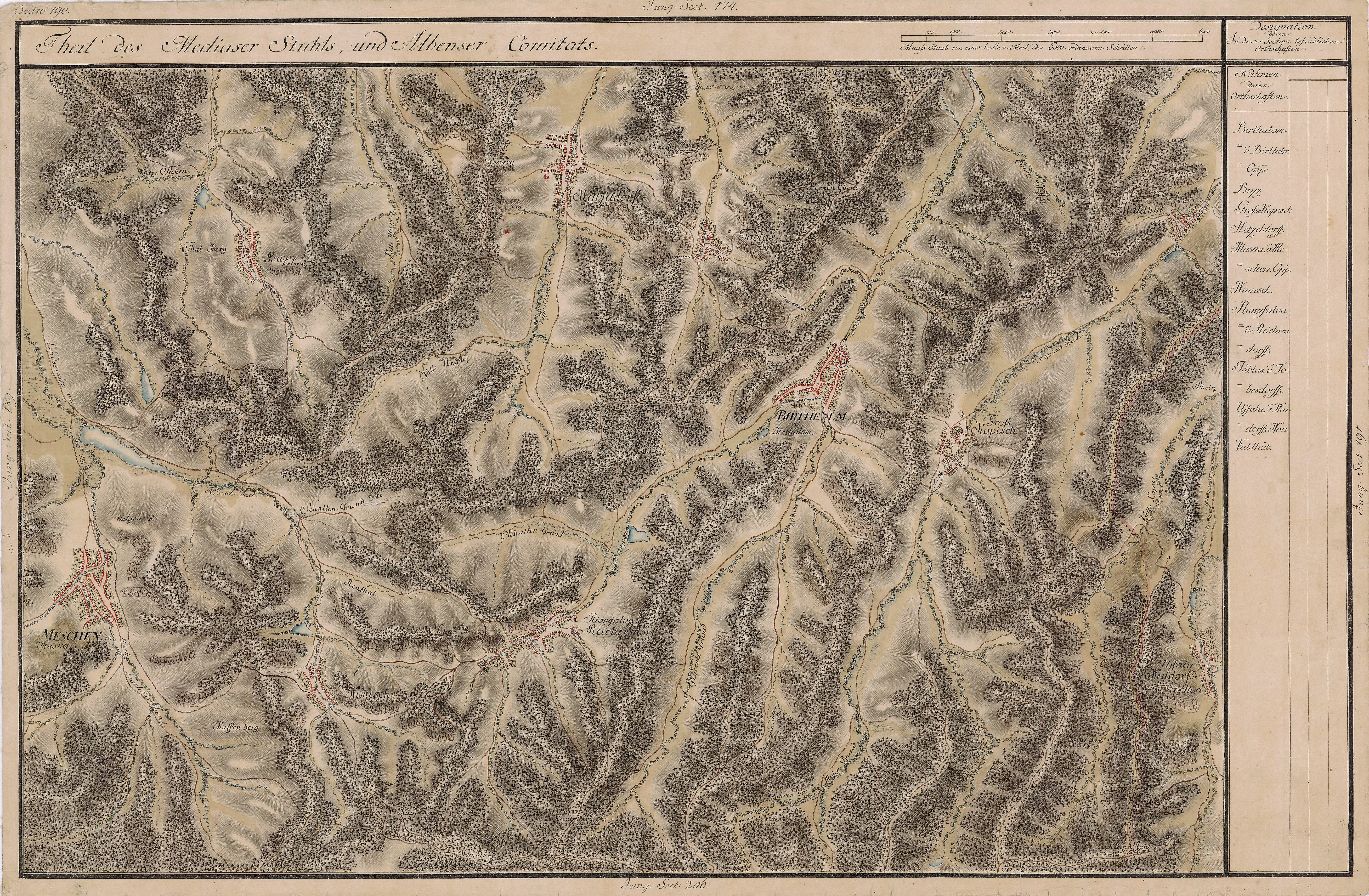
Copşa Mare în Harta Iosefină a Transilvaniei, 1769-1773
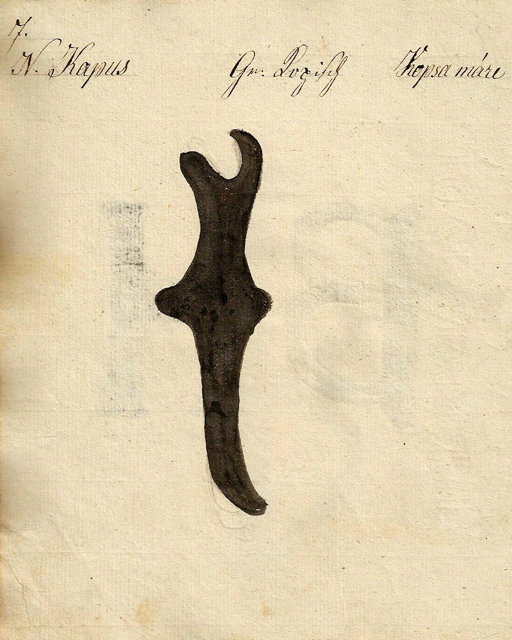
1826 - Danga pentru vitele din Copşa Mare
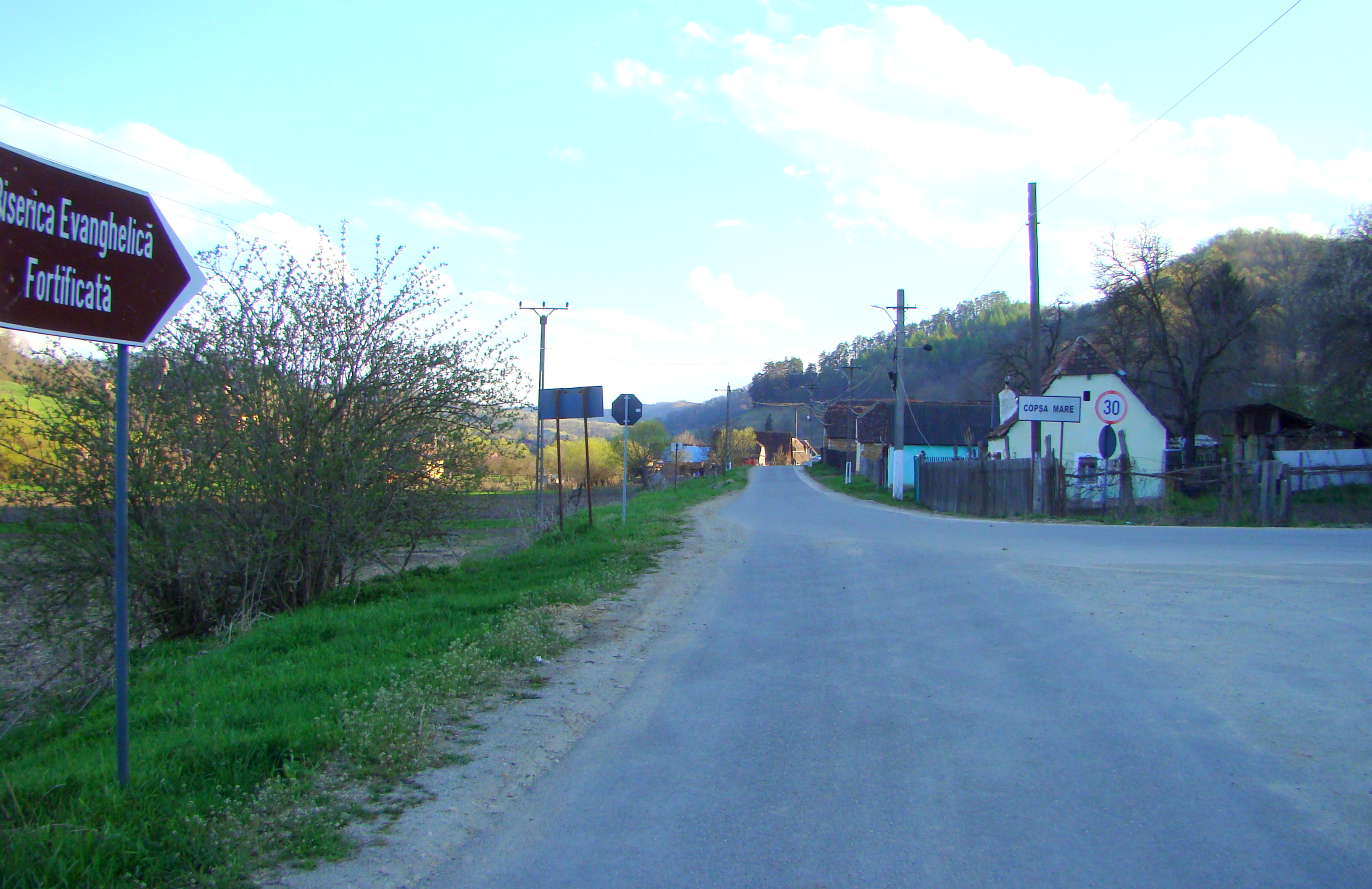
Intrarea în localitate
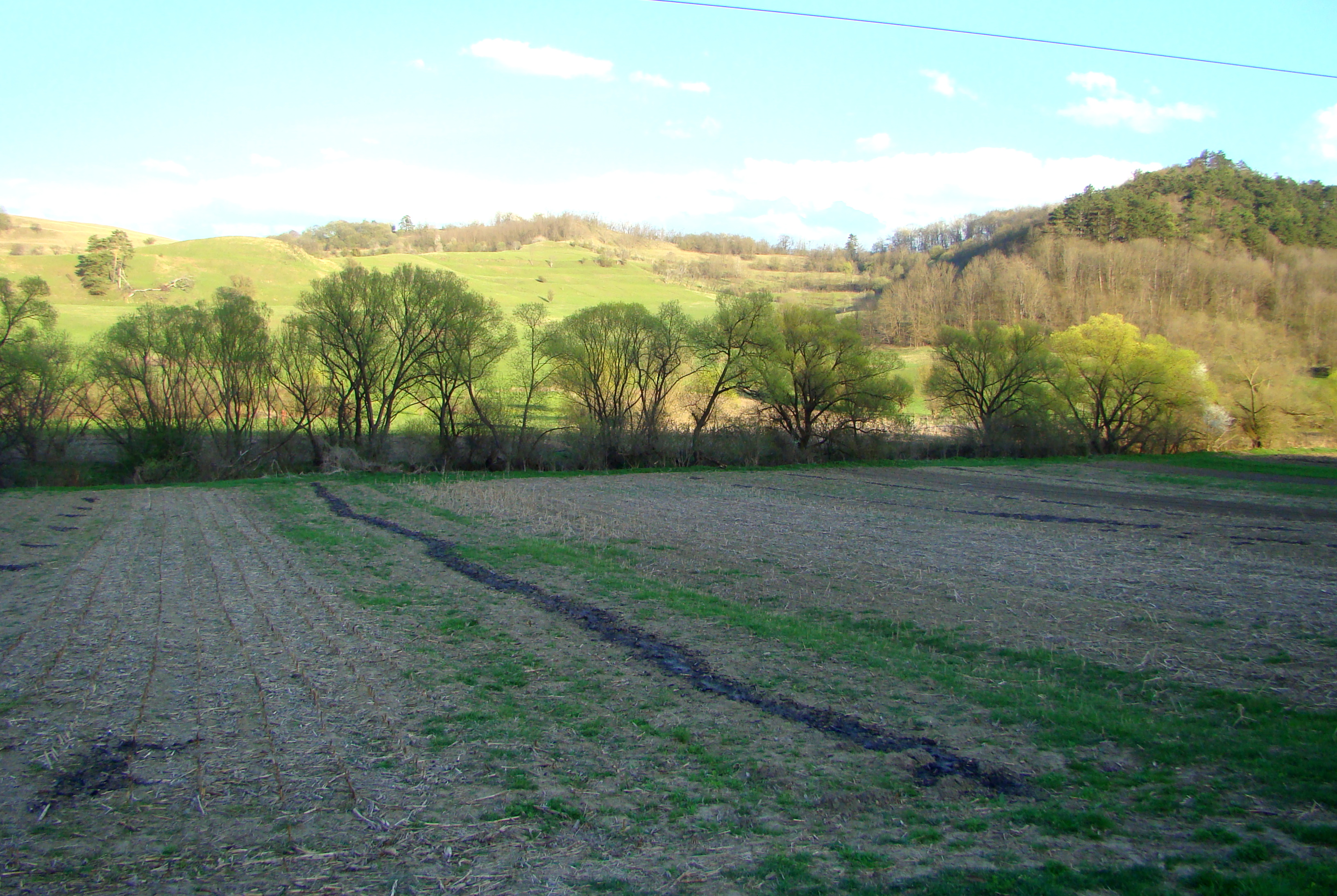
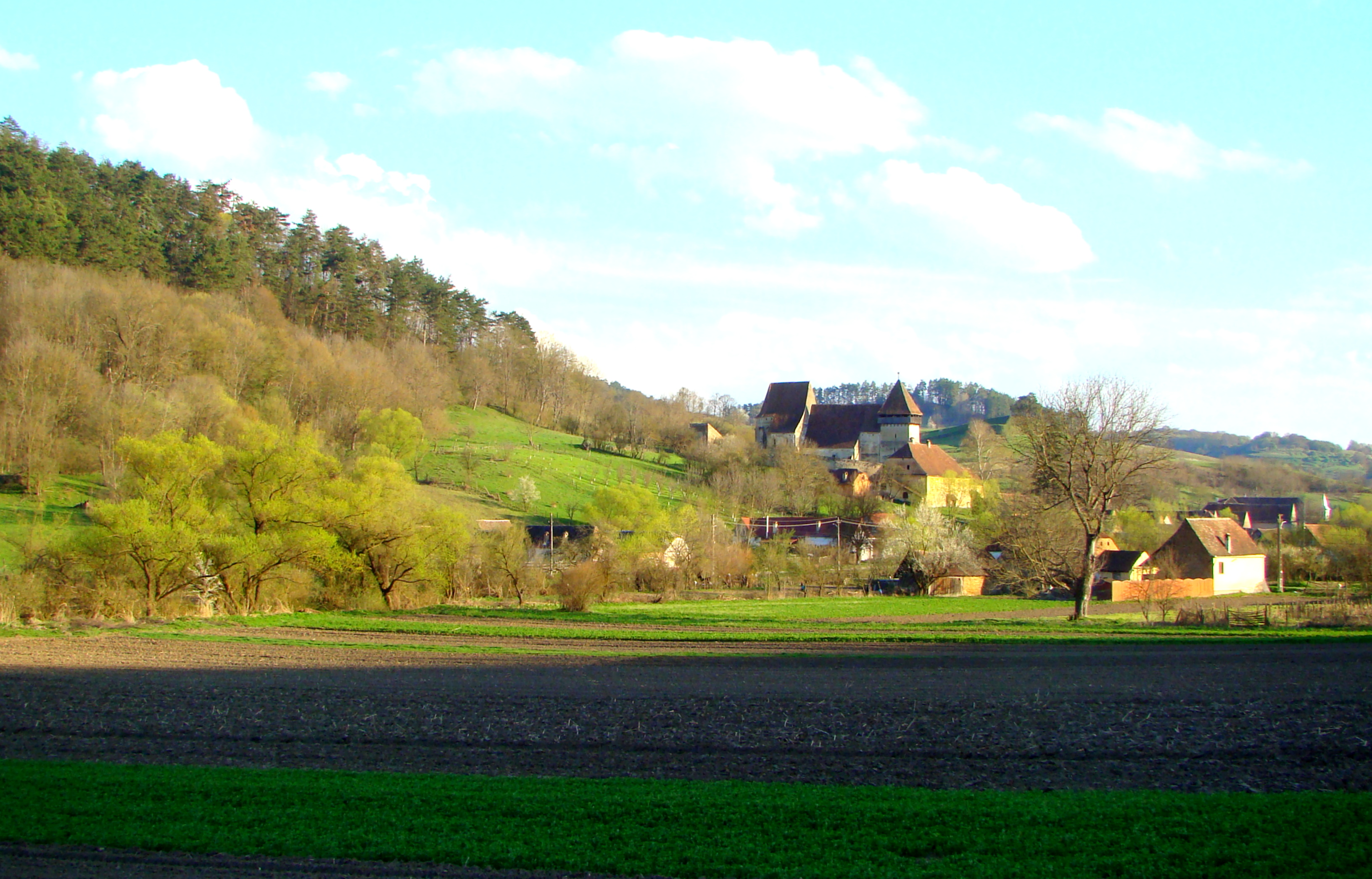
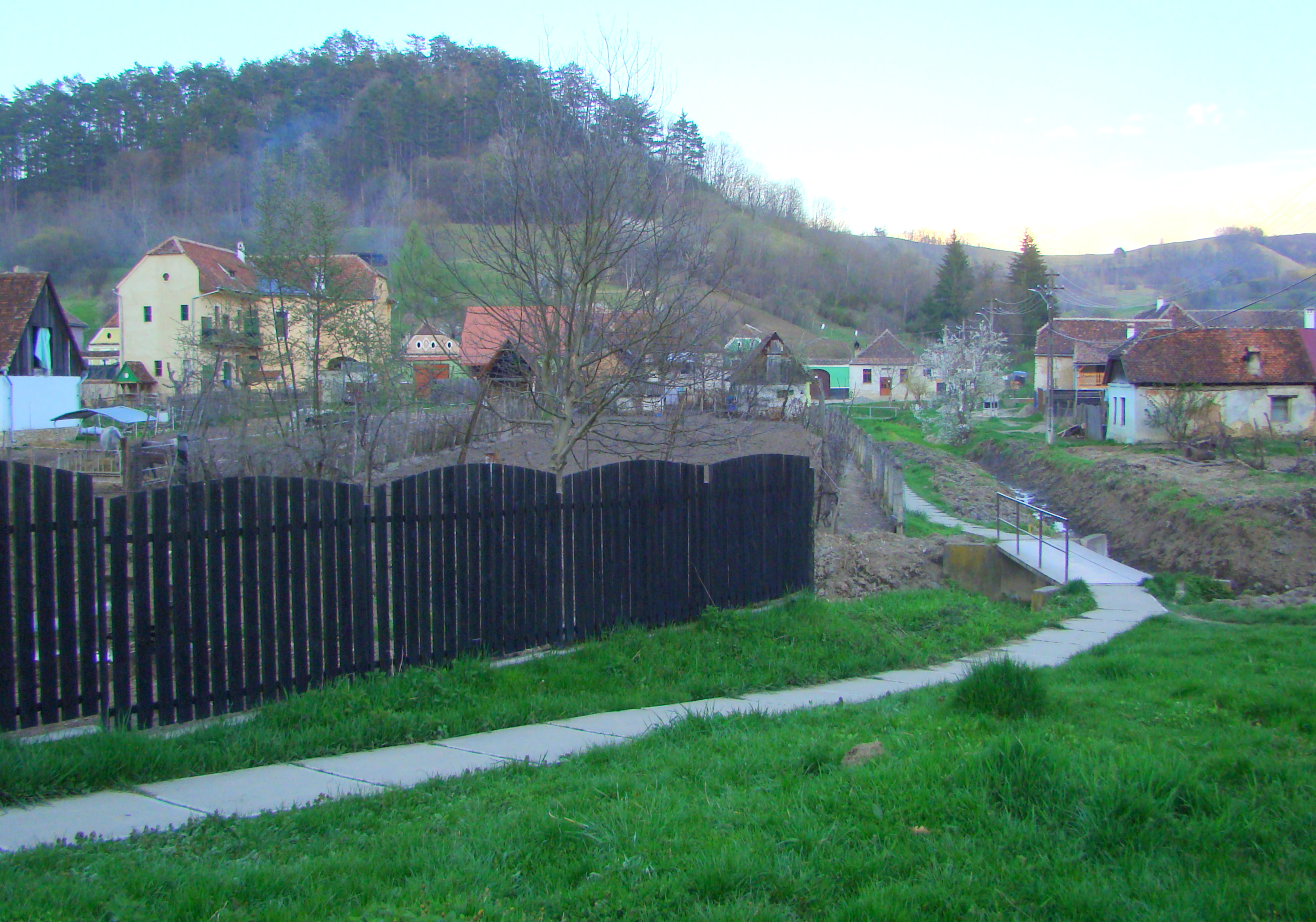
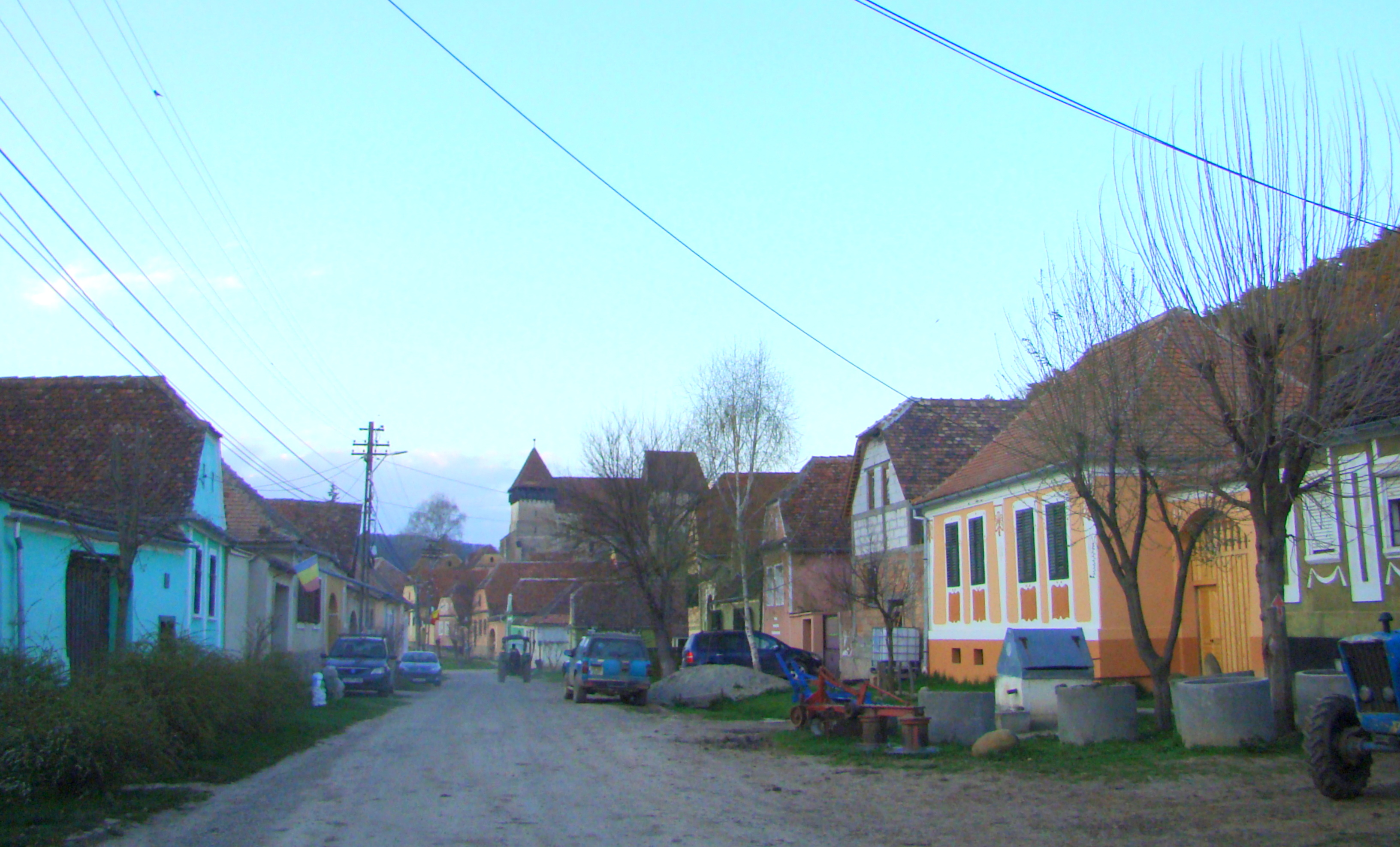
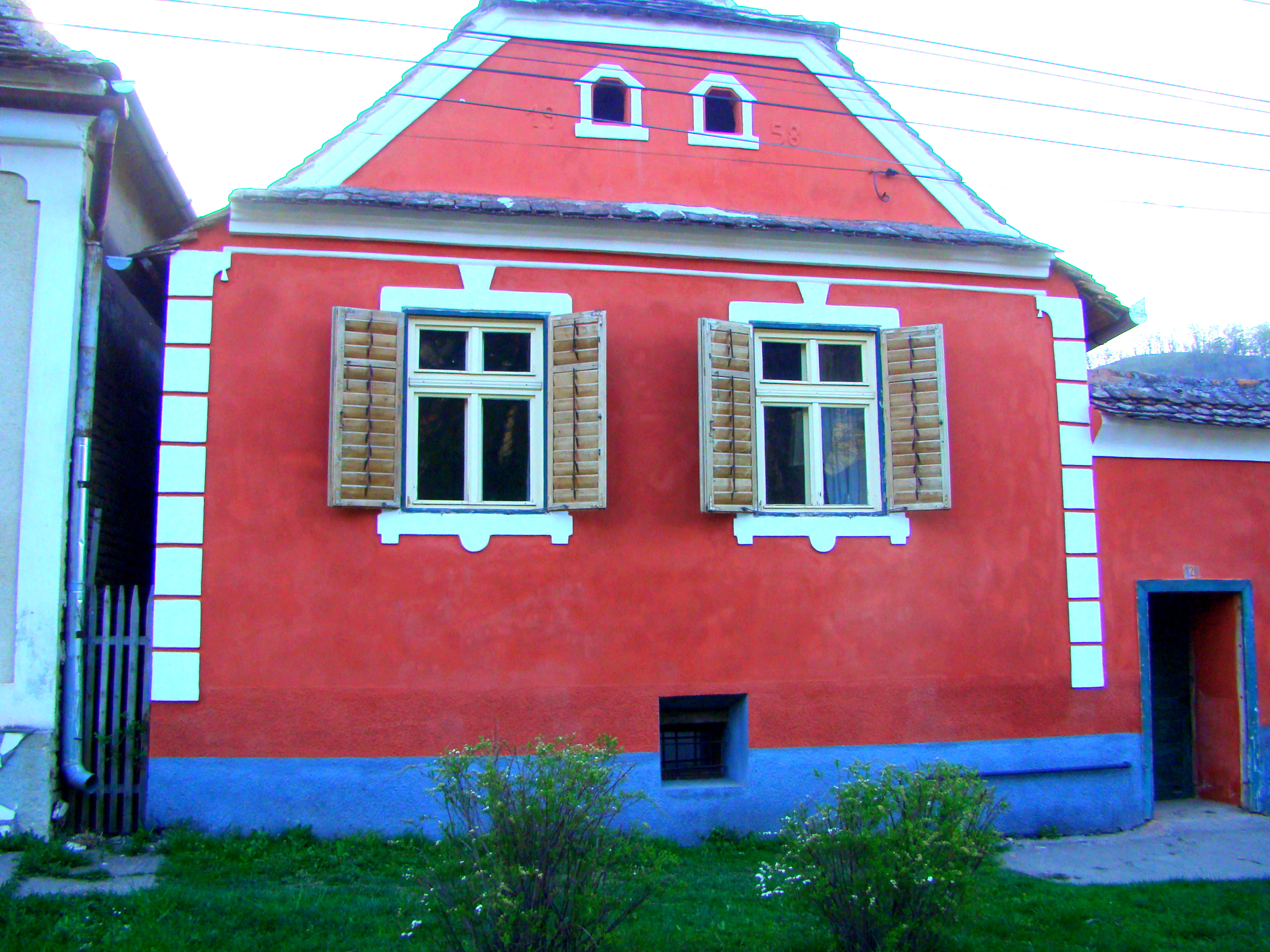
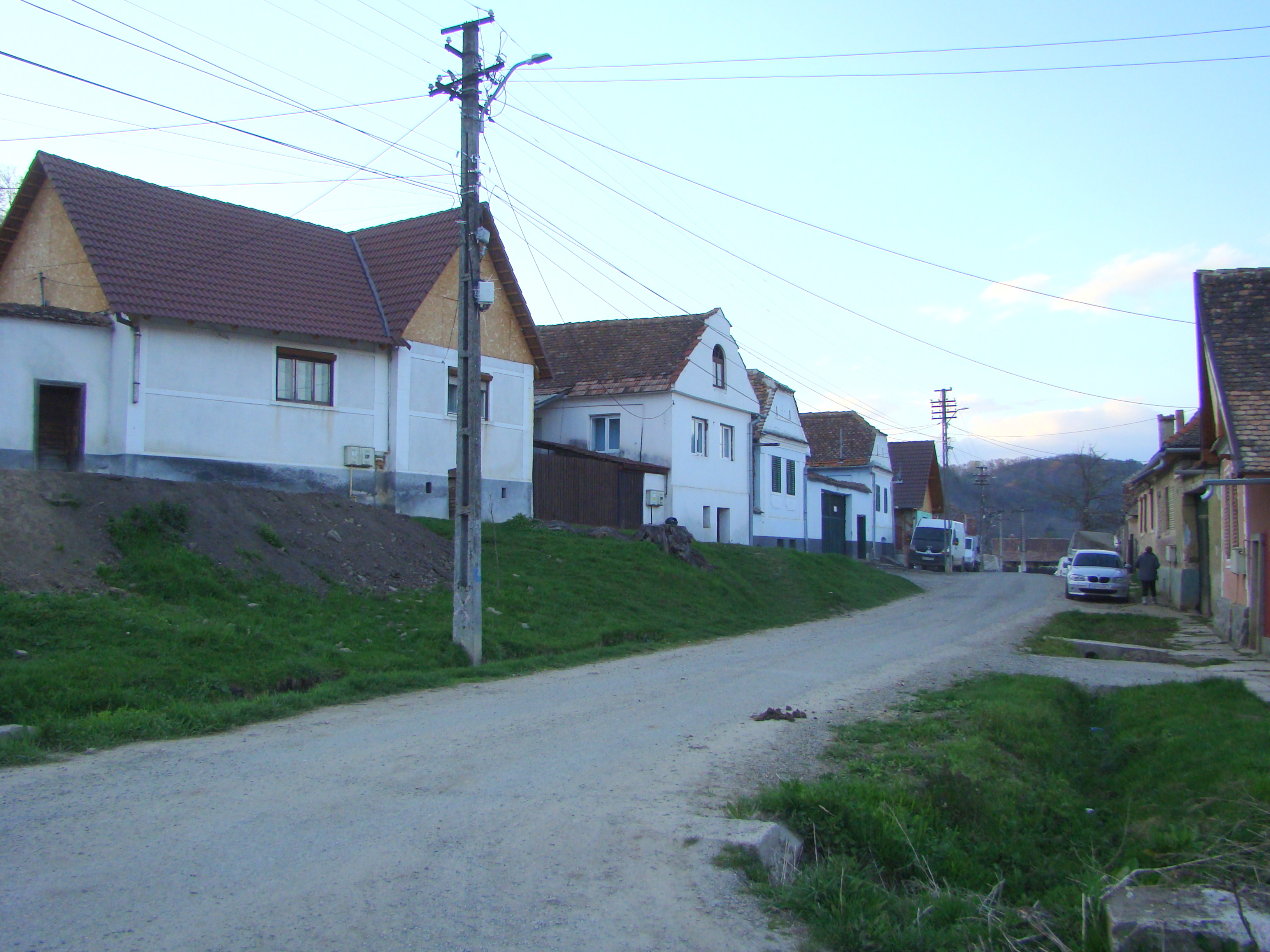
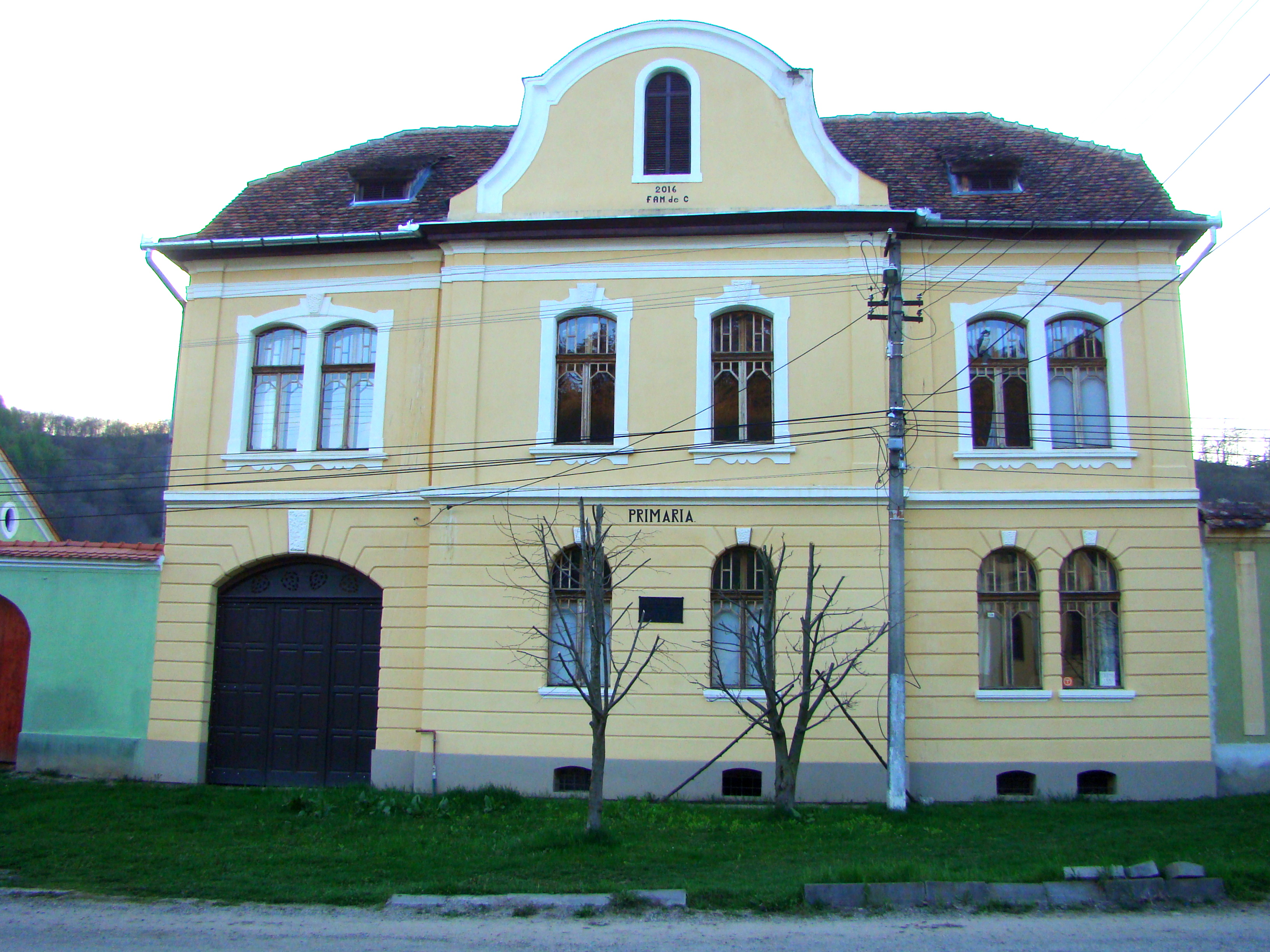
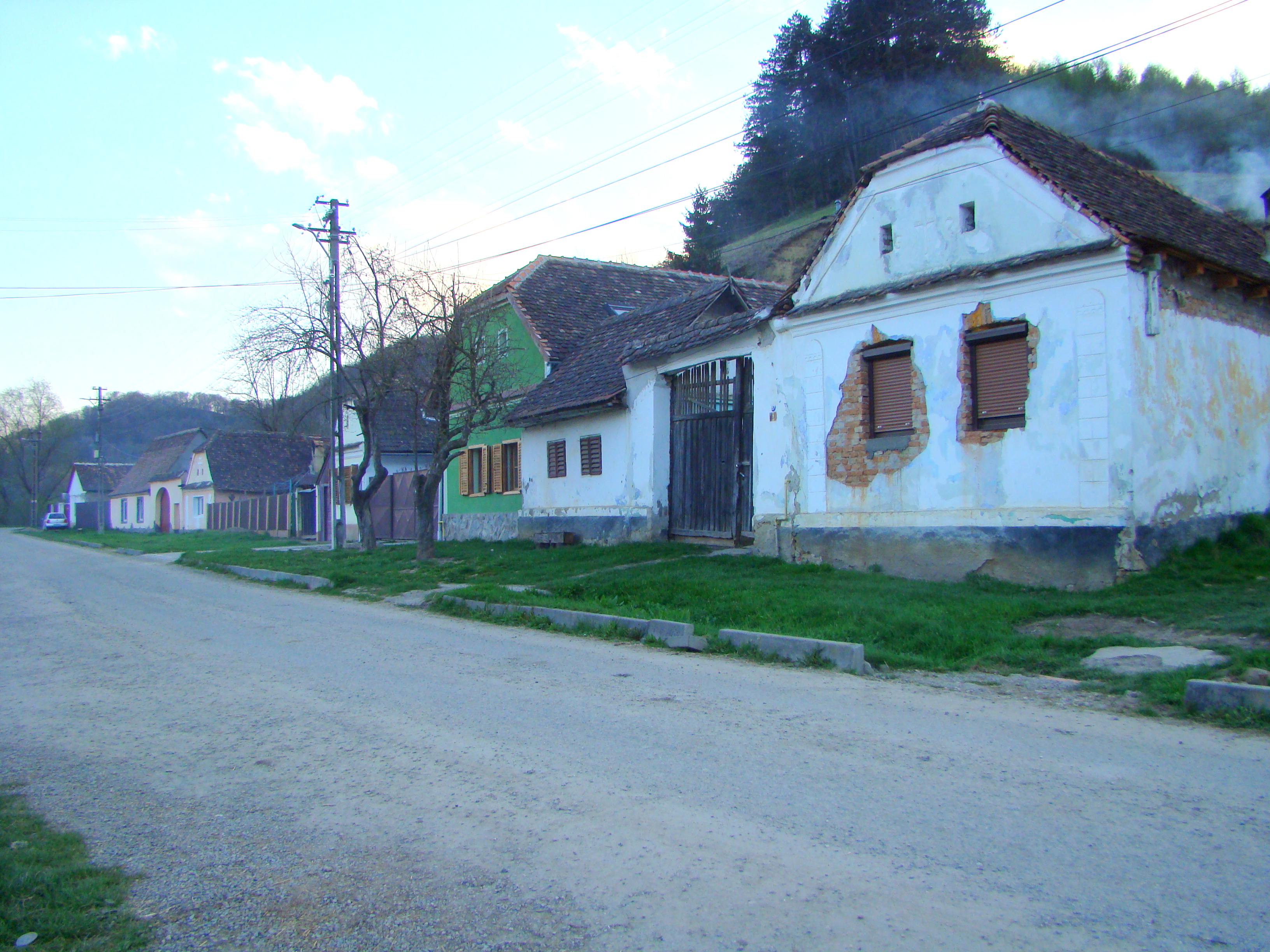
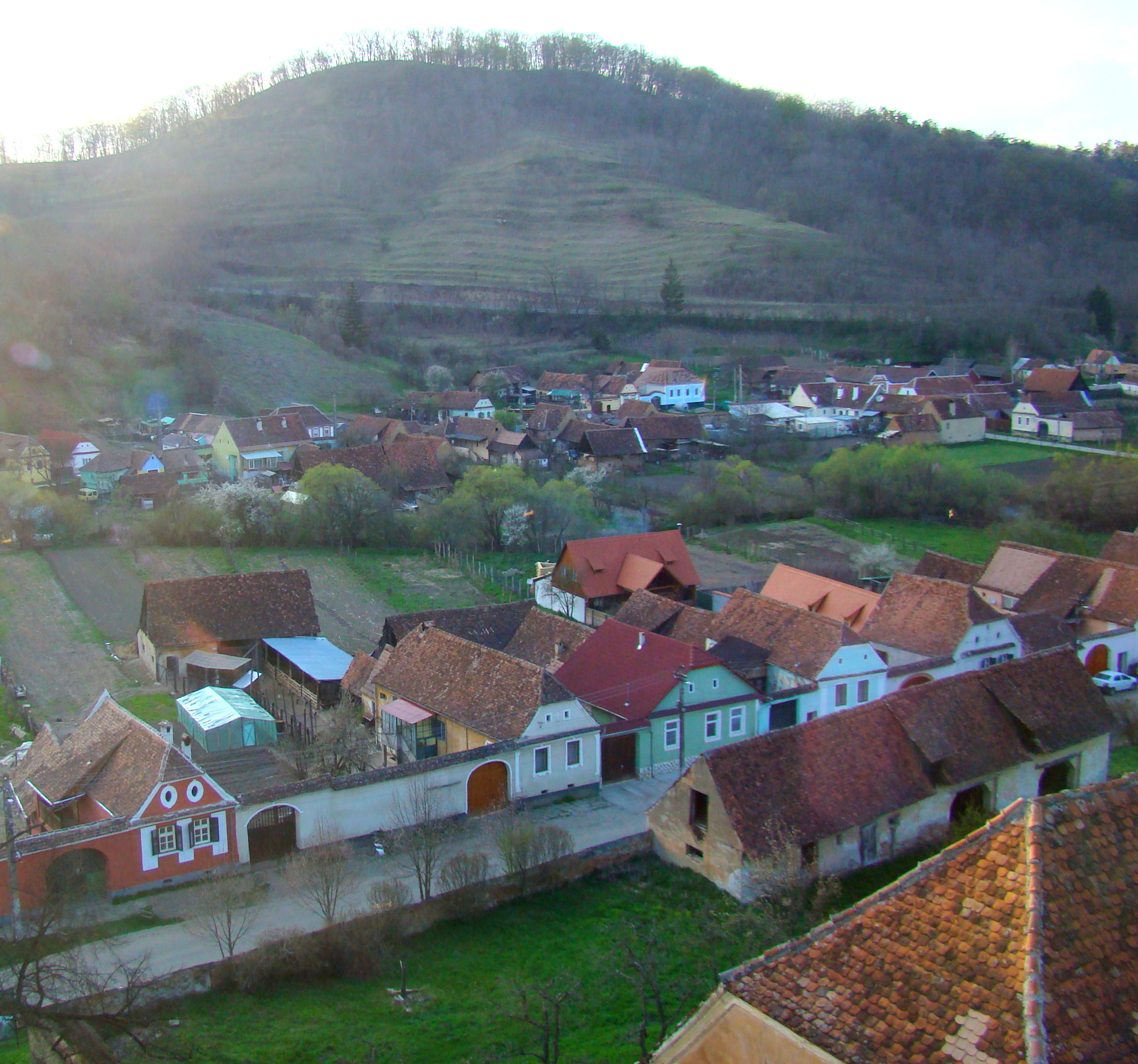
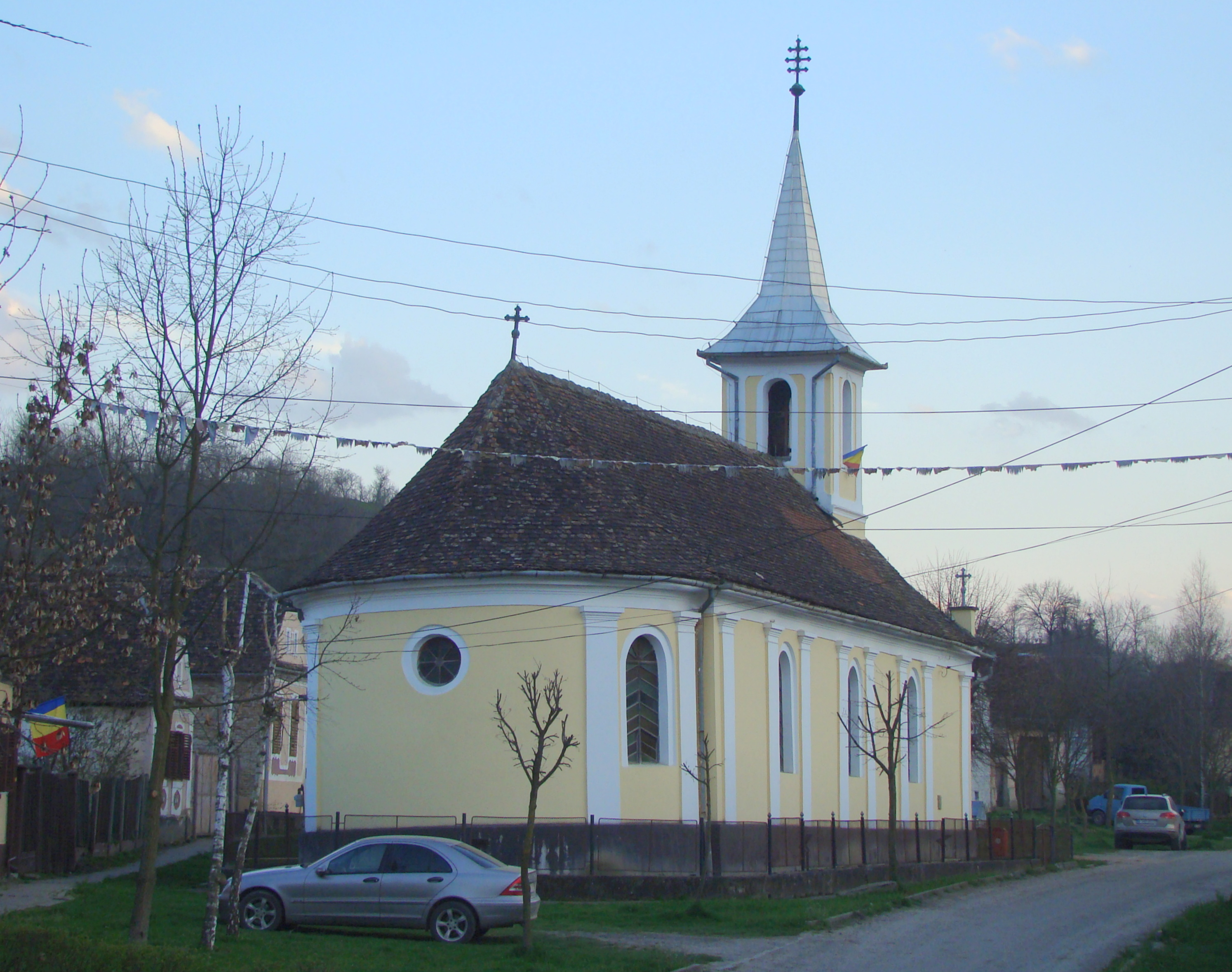
Biserica Sfinții Arhangheli
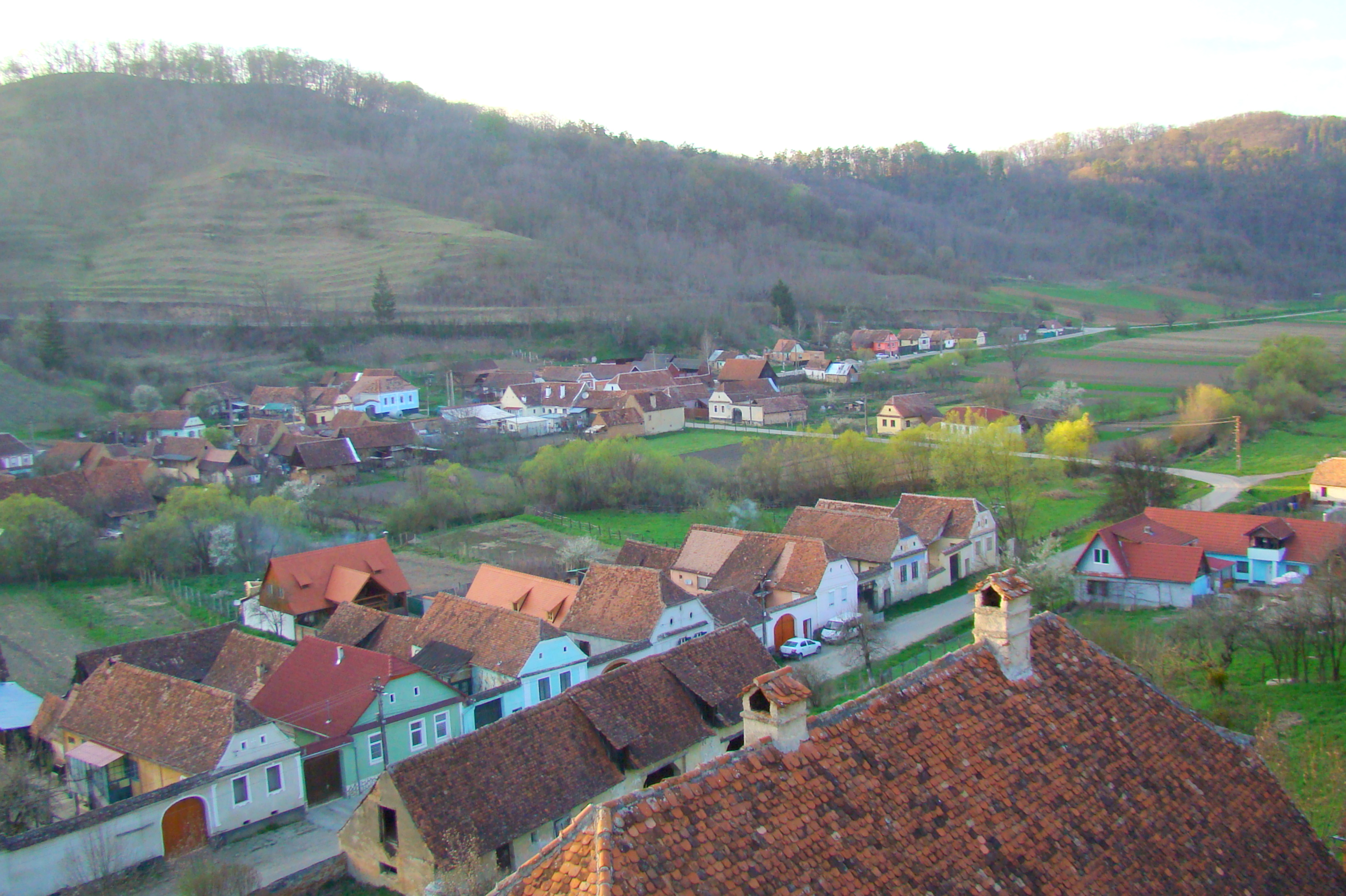
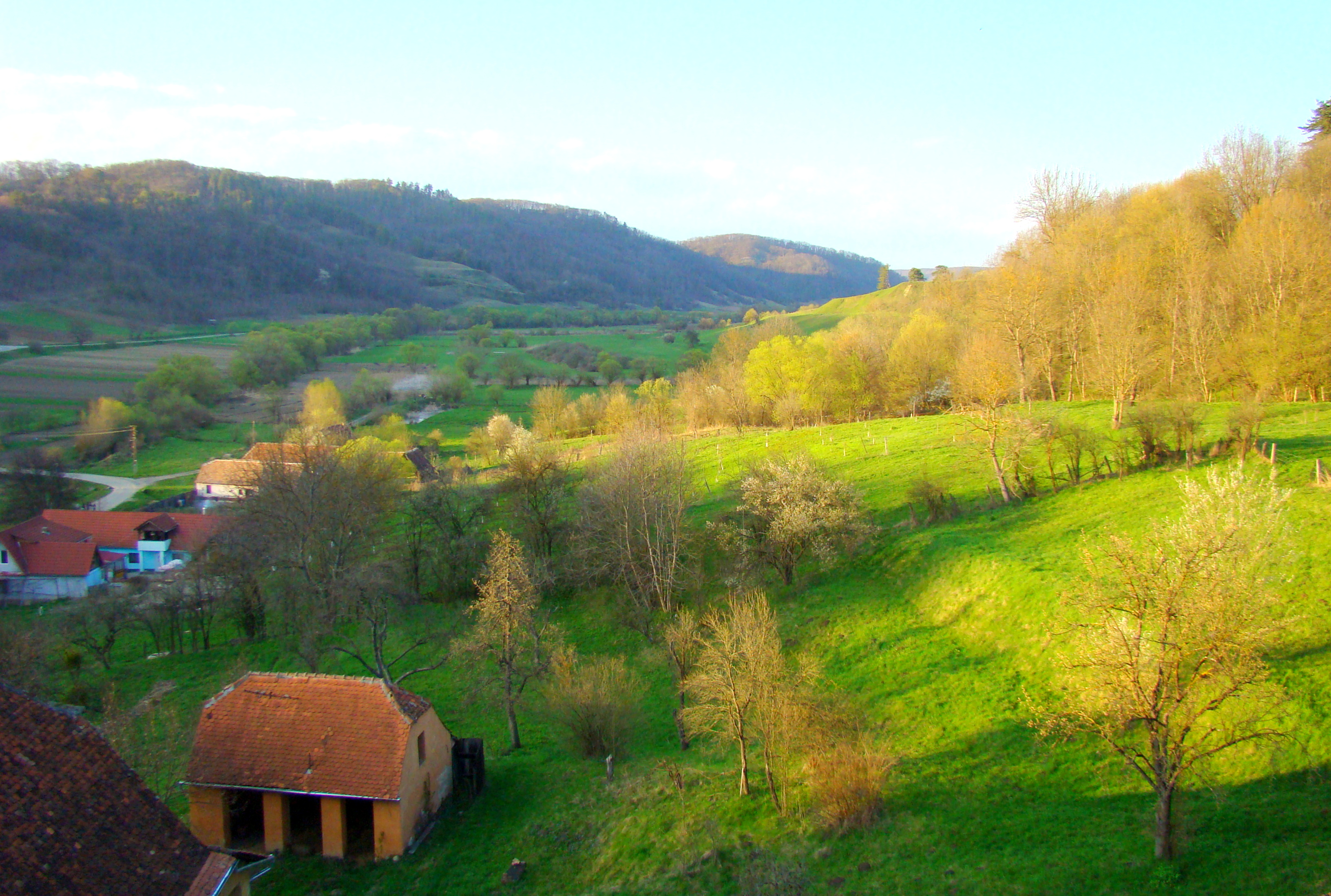
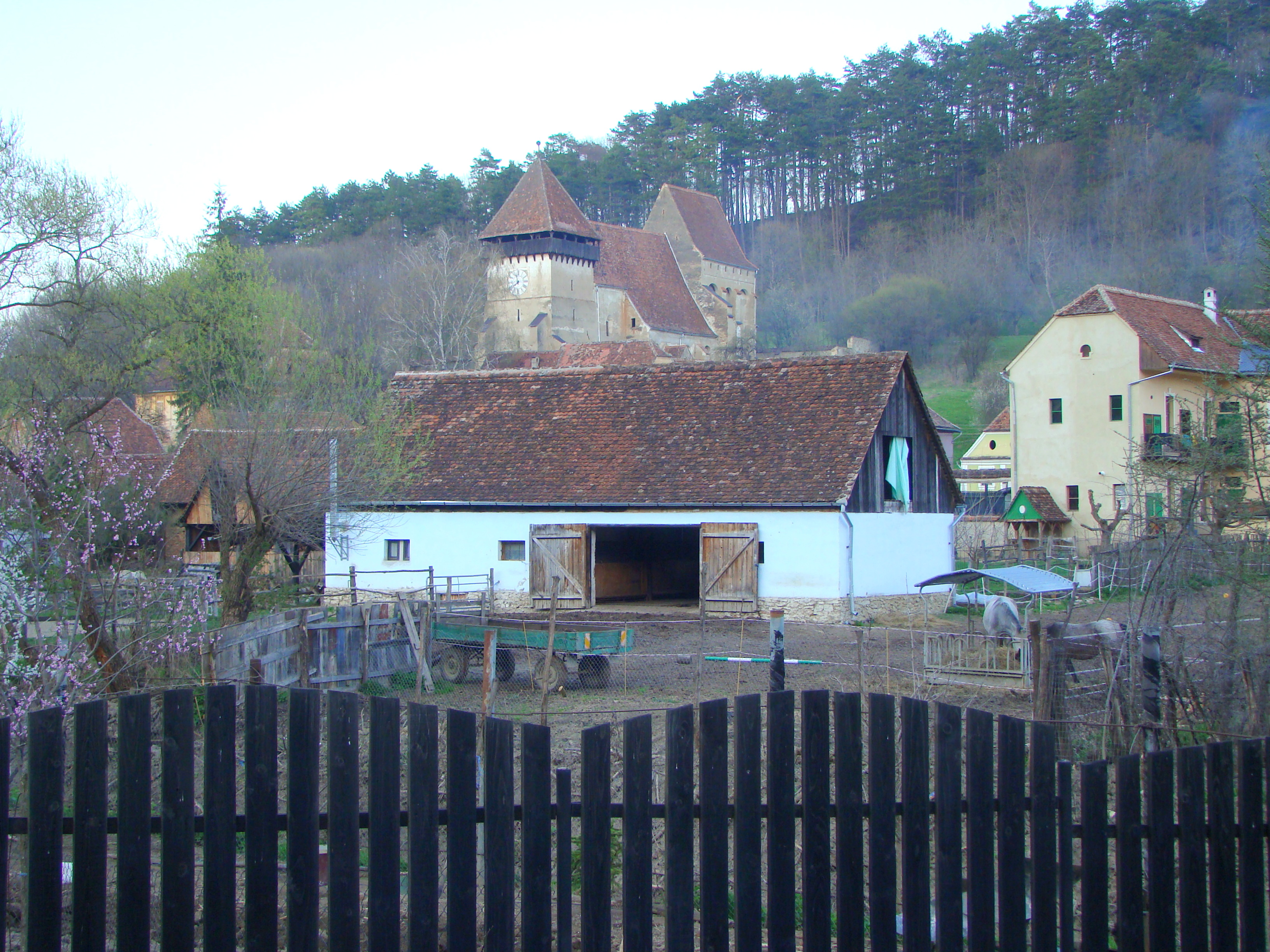
Biserica fortificată din depărtare
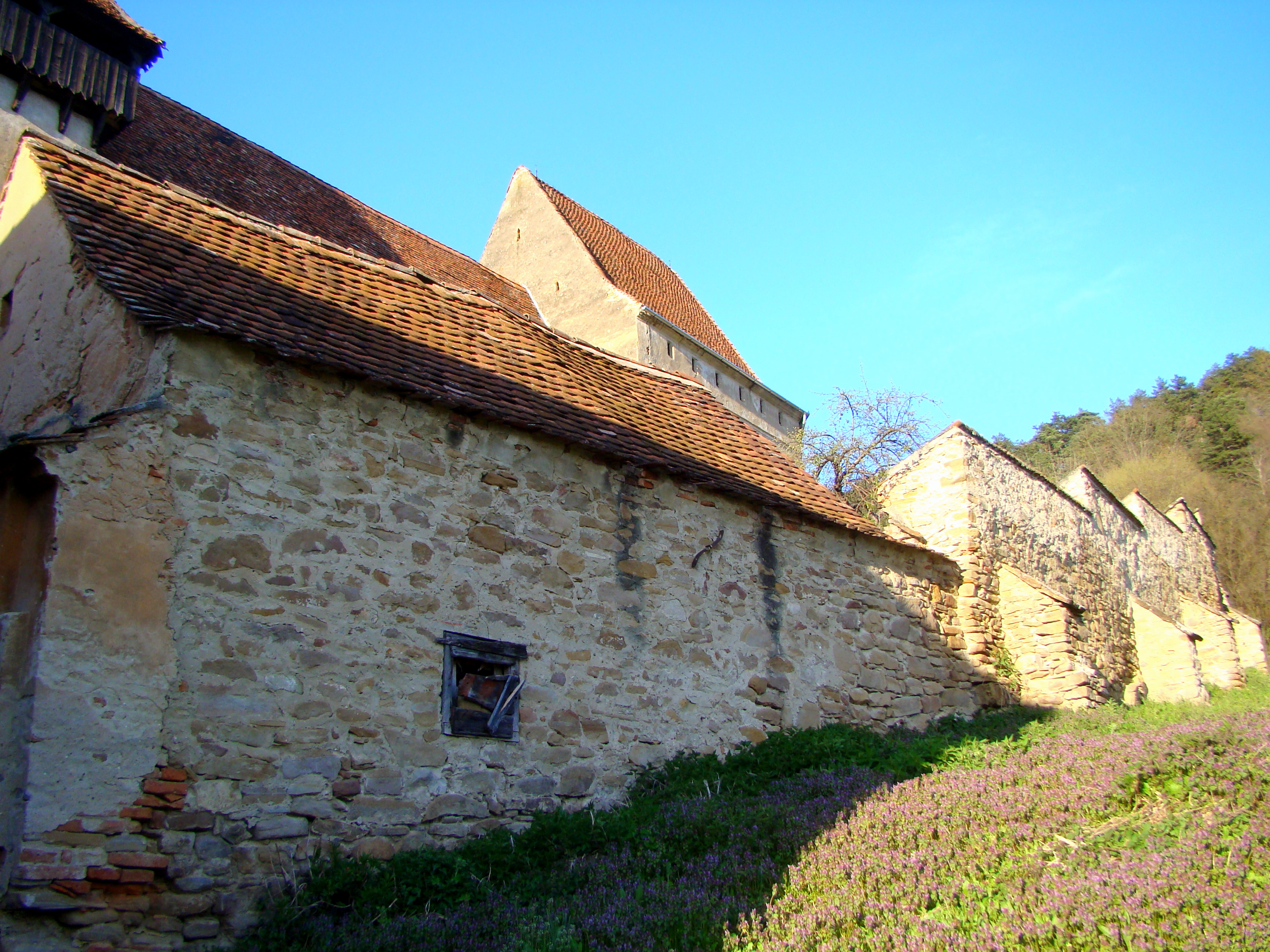
Fortificația
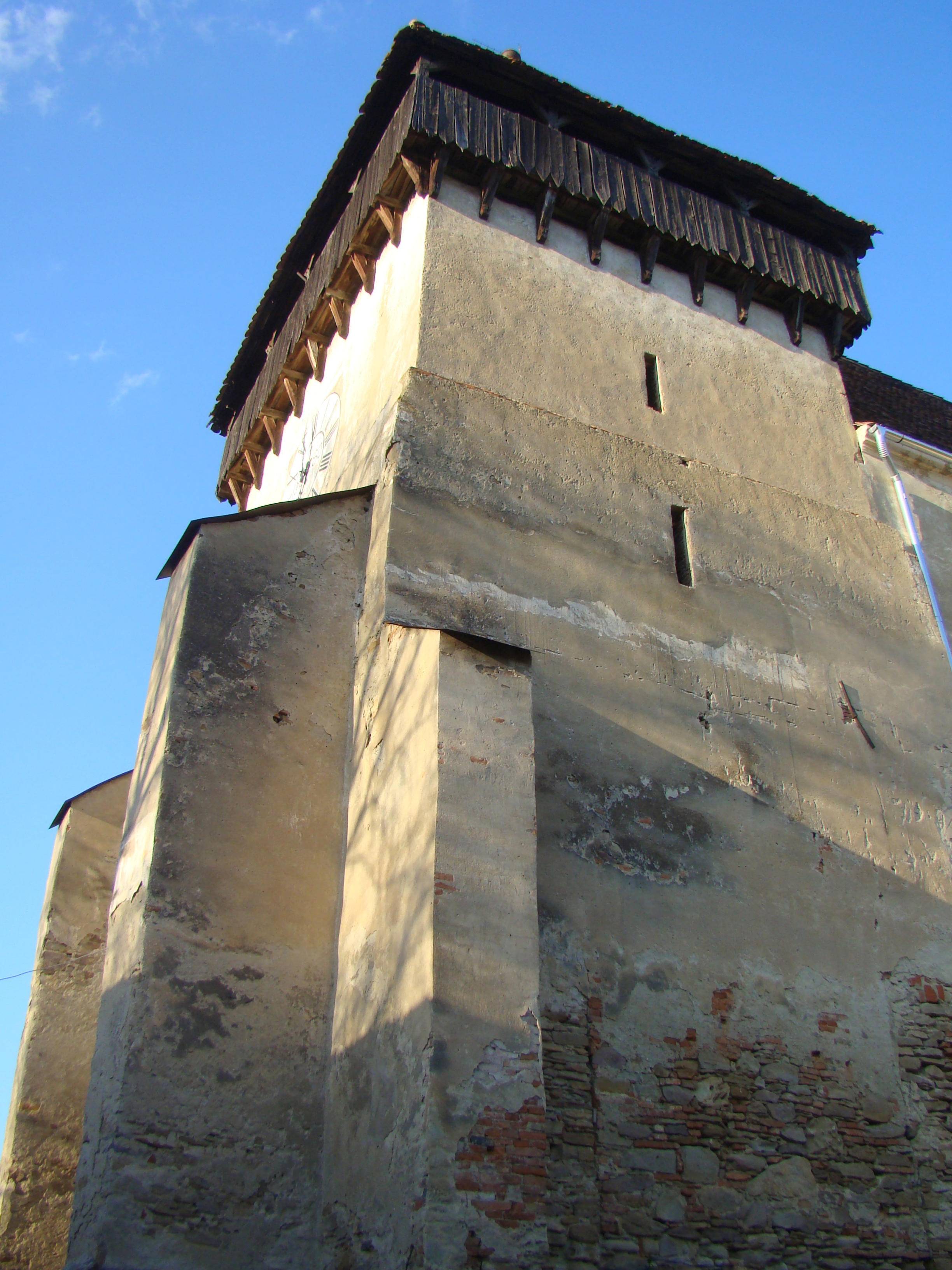
Turnul
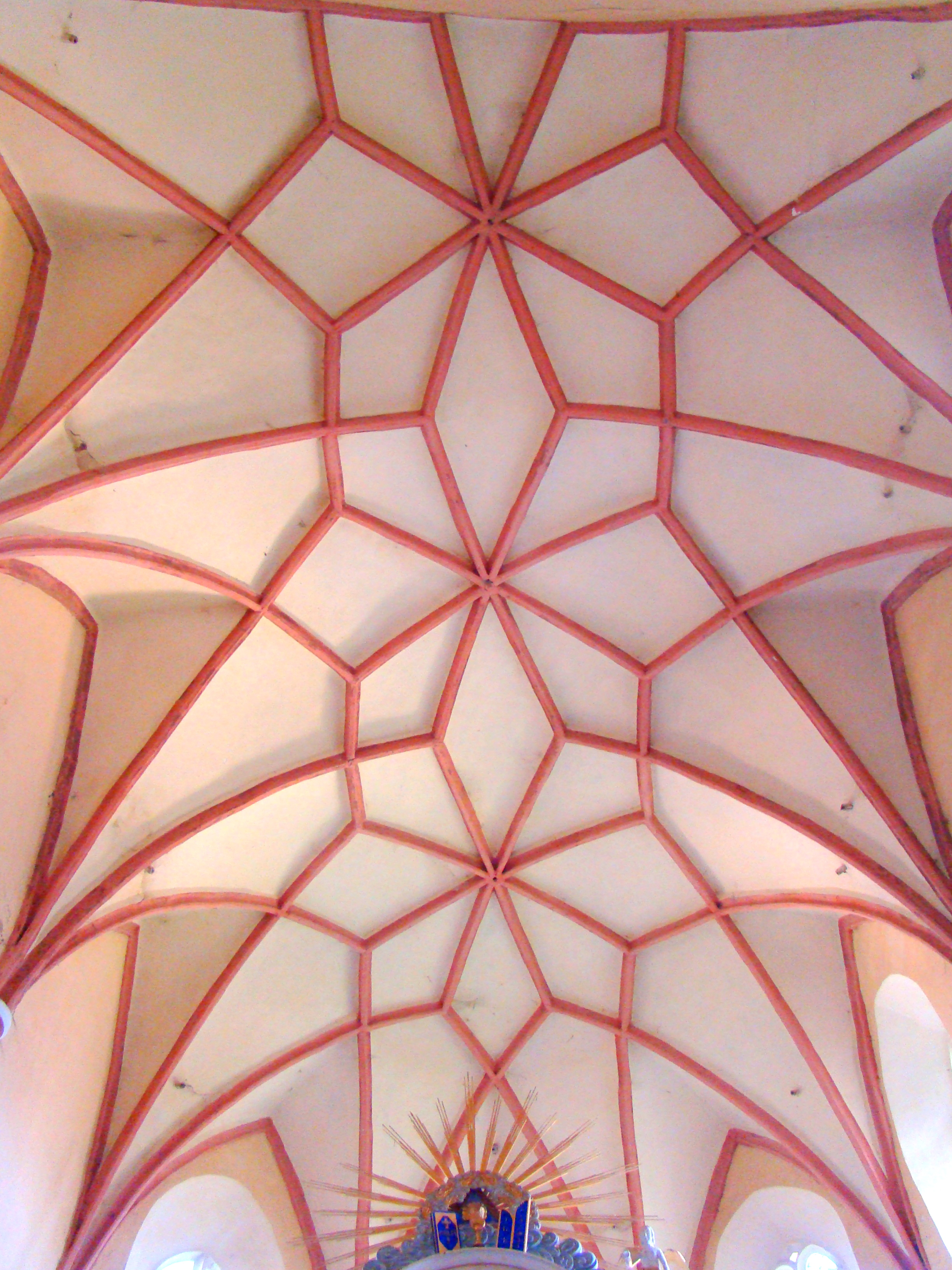
Bolta cu nervuri
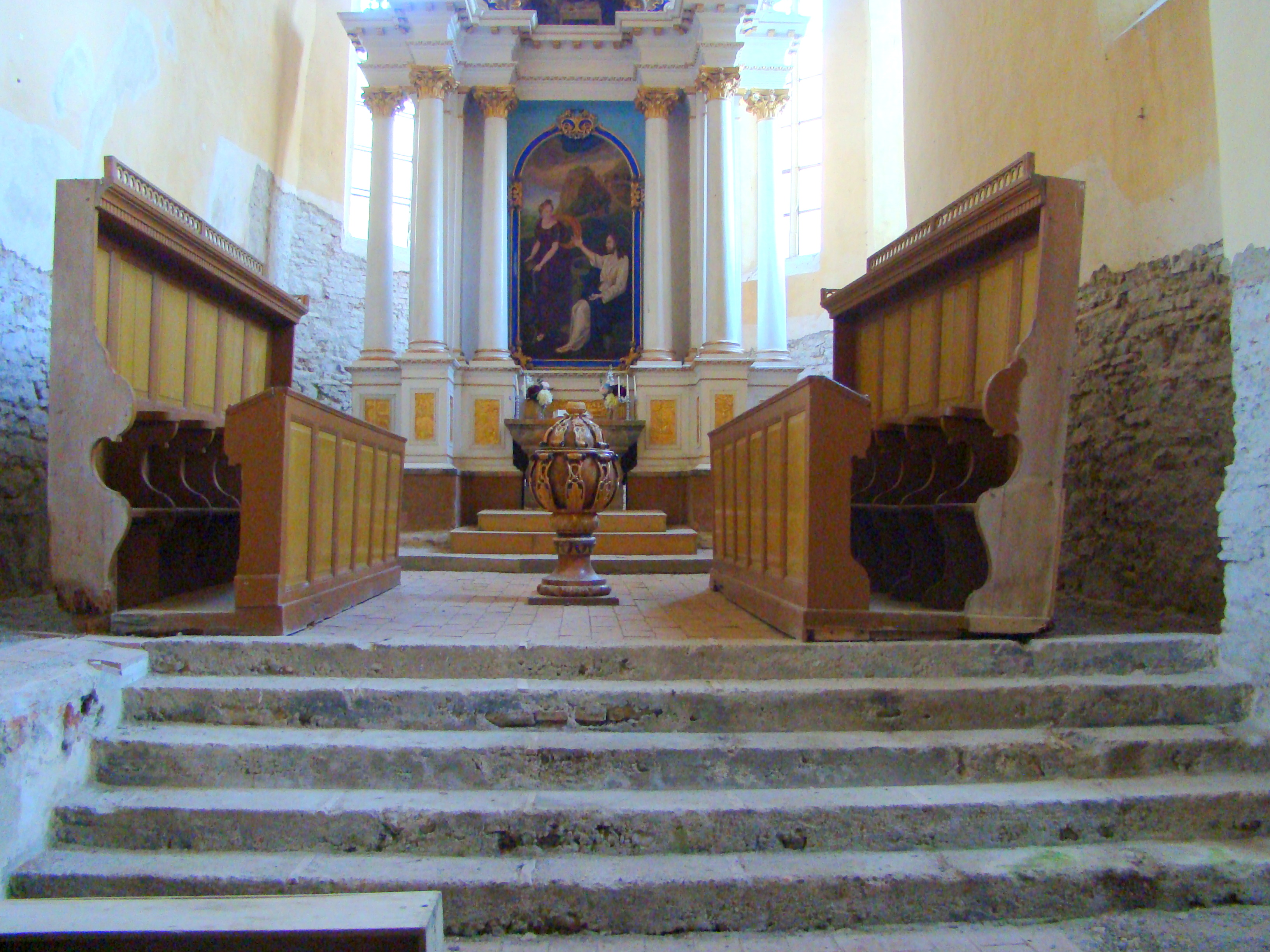
Nava spre altar
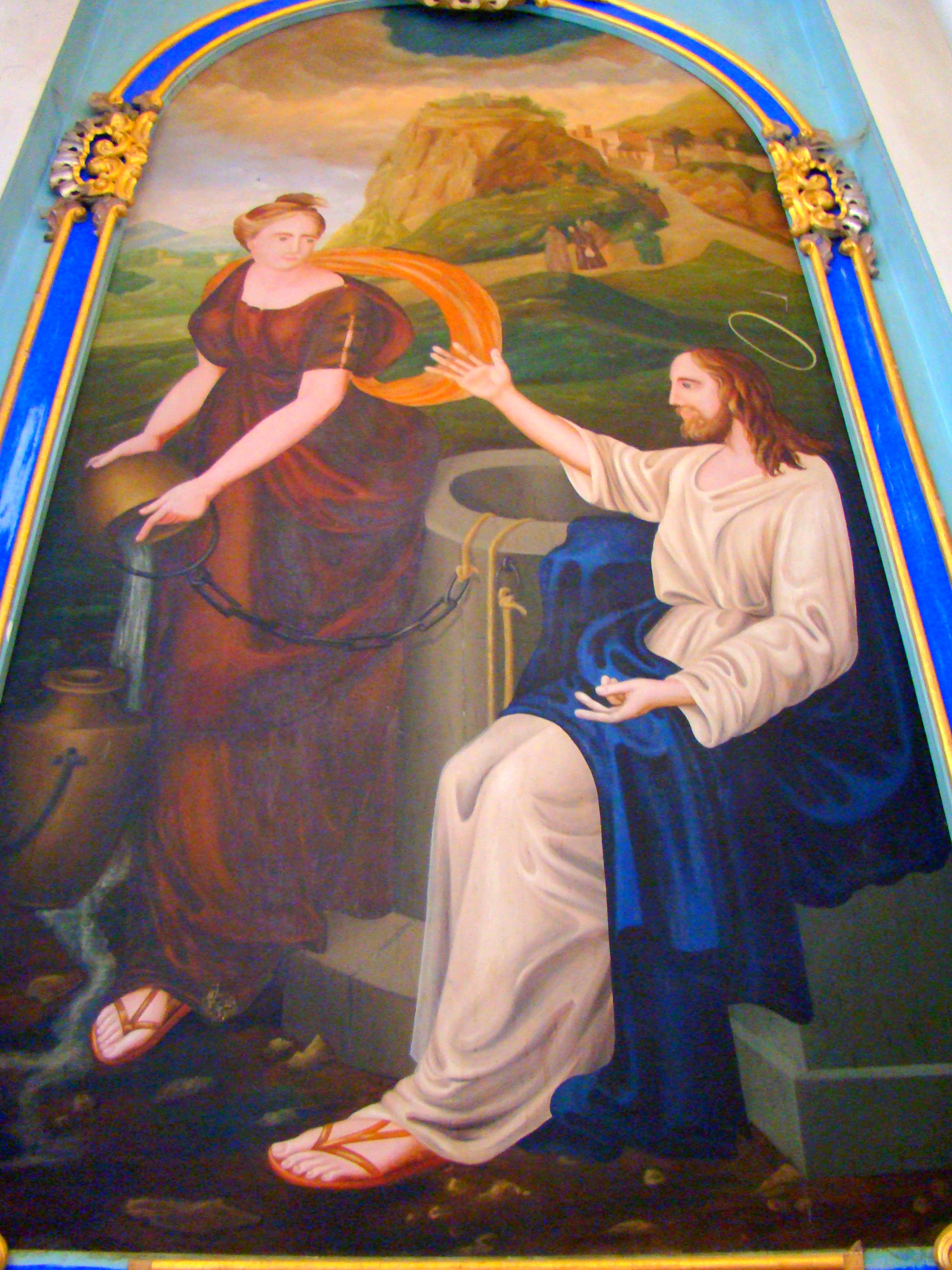
Tabloul altarului
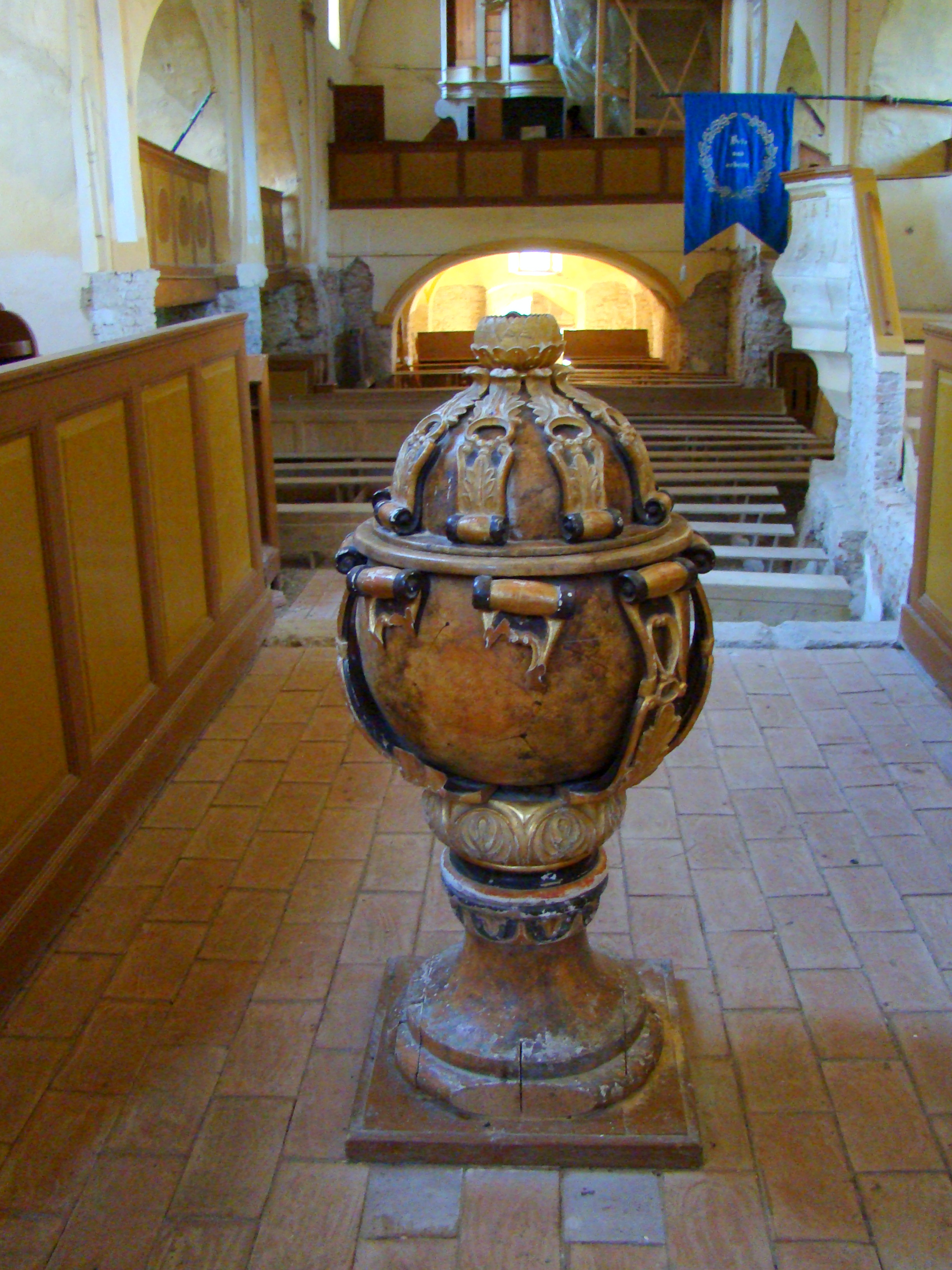
Cristelnița
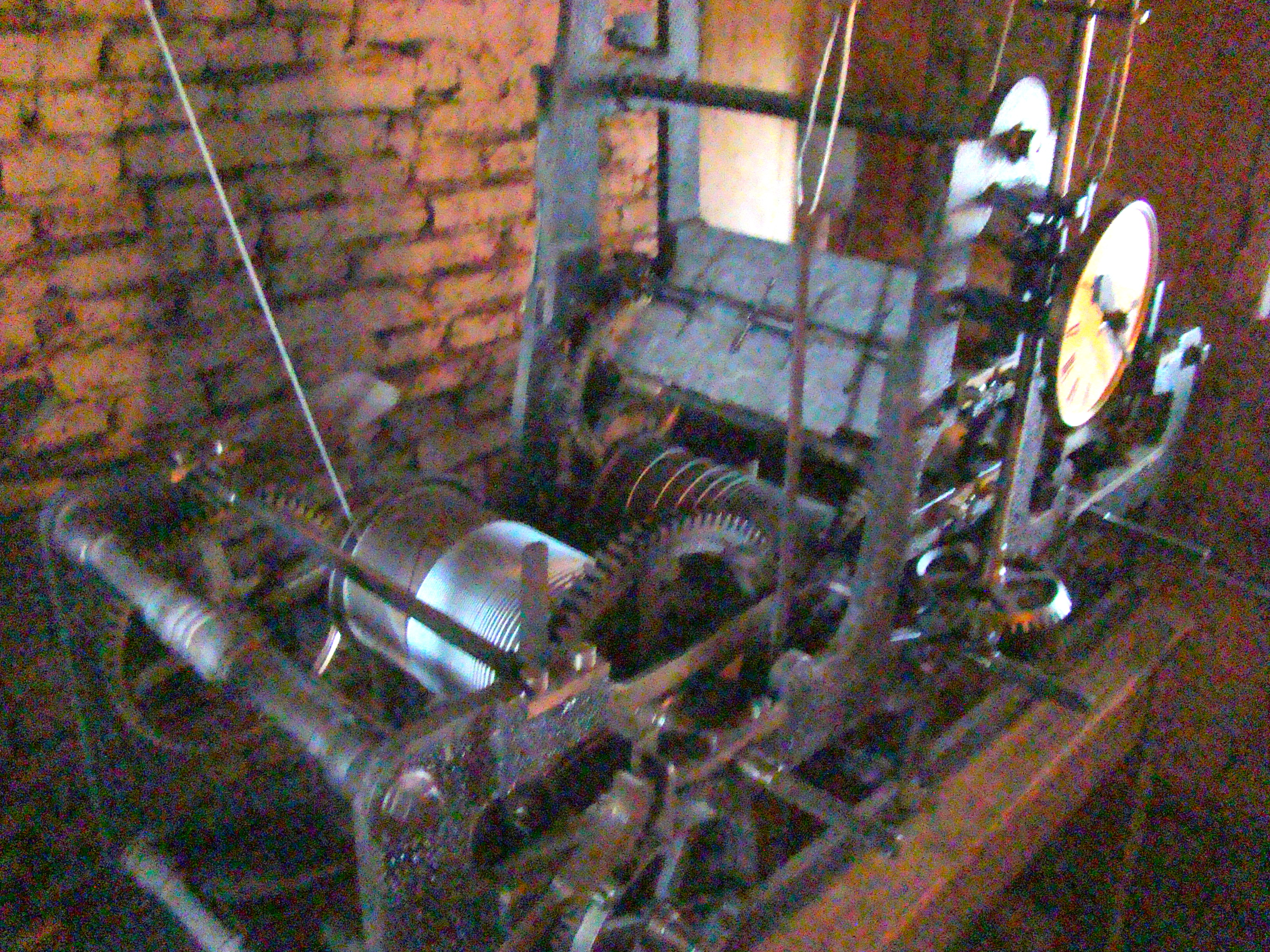
Mecanismul ceasului
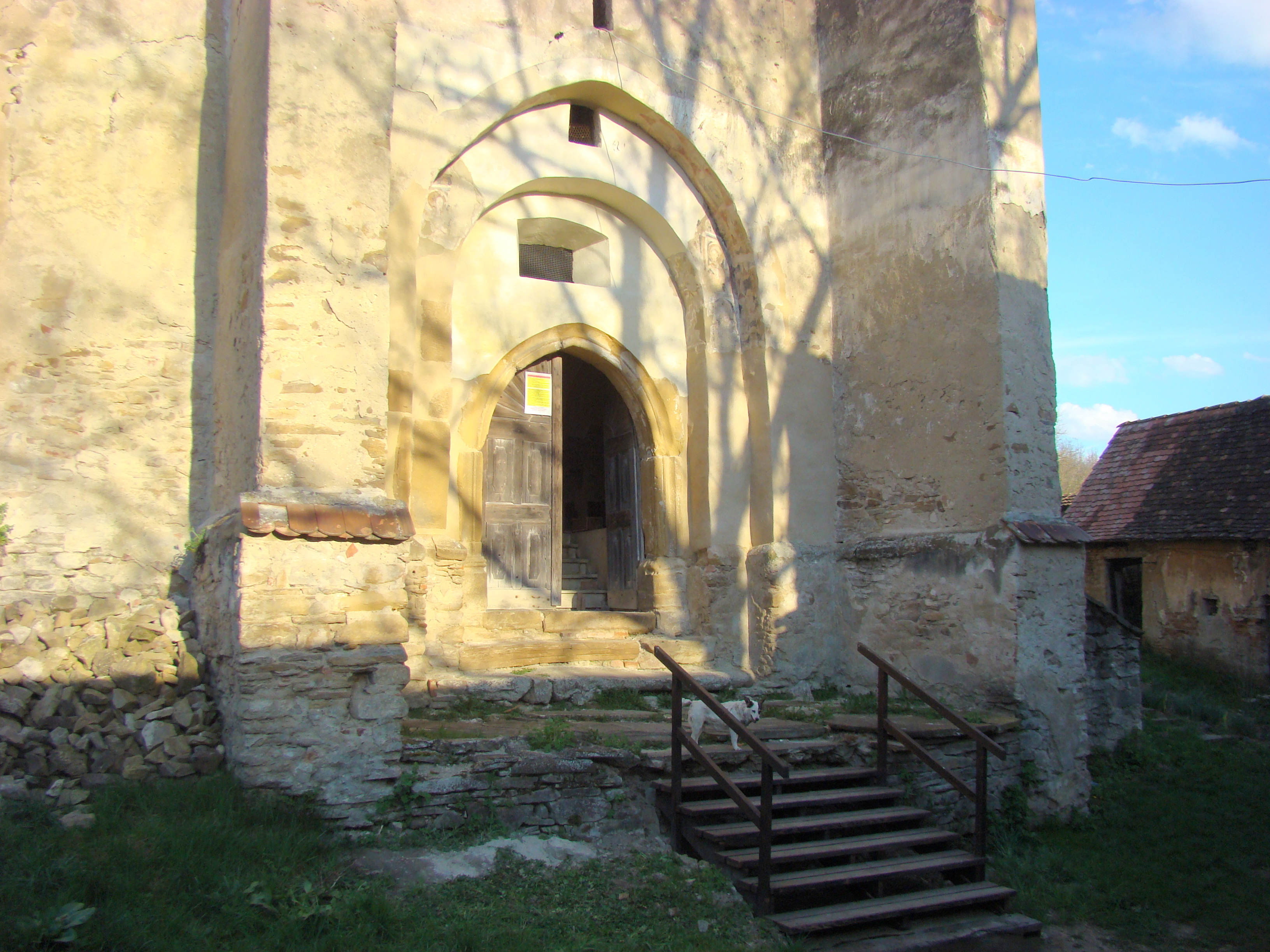
Portalul intrării